# Міністри закордонних справ Ямайки
Міністр закордонних справ та зовнішньої торгівлі Ямайки відповідає за зовнішні зв'язки та зовнішню торгівлю Ямайки. Нинішній міністр - сенатор пані Каміна Джонсон-Сміт. У офіційній заяві міністерства зазначається, що вона несе відповідальність за здійснення зовнішньої політики Ямайки, управління міжнародними відносинами Ямайки та просування своїх закордонних інтересів

## Міністри закордонних справ Ямайки
- 1962-1967: Александр Бустаманте
- 1967-1972: Х'ю Ширер
- 1972-1975: Майкл Менлі
- 1975-1977: Дадлі Томпсон
- 1977-1980: П. Дж. Паттерсон
- 1980-1989: Х'ю Ширер
- 1989-1993: Девід Кур
- 1993-1995: Пол Робертсон
- 1995-2000: Сеймур Маллінгс
- 2000-2001: Пол Робертсон
- 2001-2006: Кіт Десмонд Лицар
- 2006-2007: Ентоні Хілтон
- 2007-2012: Кеннет Бає
- 2012-2016: Арнольд Джозеф Ніколсон
- 2016–: Каміна Джонсон-Сміт